# Ilūkste

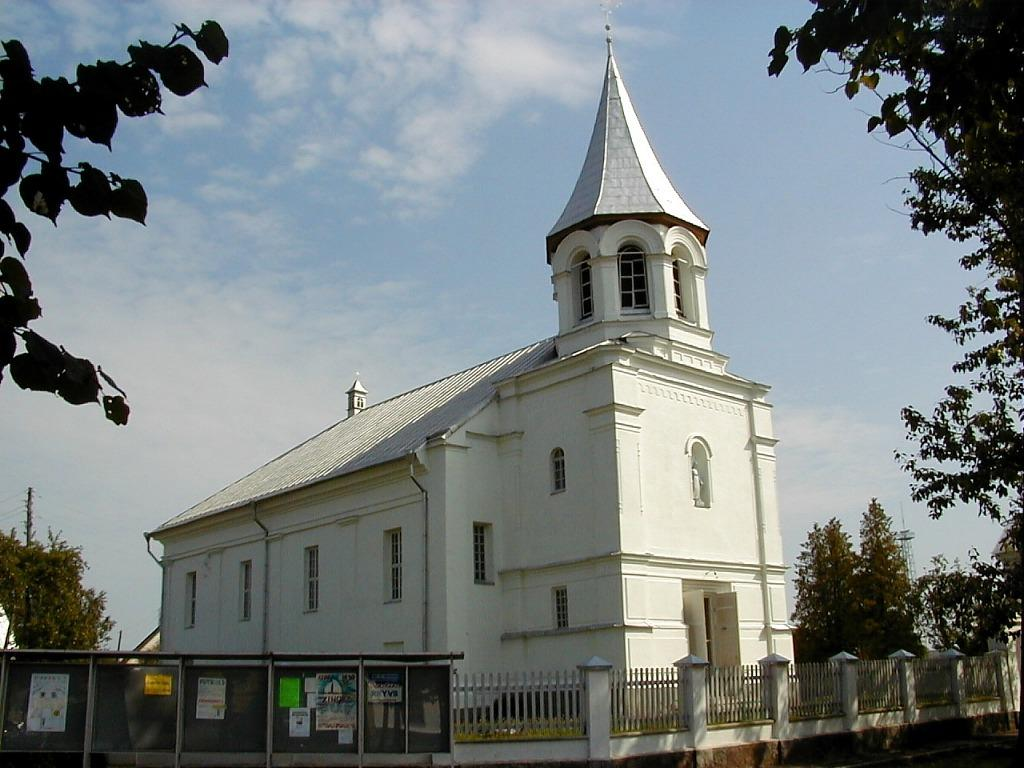
Rooms-Katholieke kerk in Ilūkste

Ilūkste is een stad in de gemeente Augšdaugavas novads in het zuidoosten van Letland.
De stad werd in 1559 voor het eerst genoemd en was in 1795 een belangrijk handelscentrum als kruispunt tussen Litouwen, Wit-Rusland en Daugavpils. In de Eerste Wereldoorlog lag de stad in de frontlinie. Aan het einde van de oorlog werd ze volledig verwoest. Ilūkste ligt vlak bij de grens met Litouwen. FK Ilūkste is de lokale voetbalclub.